# Beretta ARX160
O Beretta ARX160 é um fuzil de assalto modular italiano fabricado pela Beretta. Desenvolvido para as Forças Armadas da Itália como parte do programa Soldato Futuro (Soldado do Futuro), o ARX160 foi lançado em 2008 como um sistema de armas comercial independente do conjunto Soldato Futuro, completo com um lança-granadas de baixa velocidade 40×46mm NATO de tiro único, chamado GLX160, que pode ser montado embaixo do fuzil ou usado com um sistema ad hoc como uma arma autônoma.
No final de 2015, a Beretta lançou a Beretta ARX200 com câmara para o cartucho 7,62×51mm NATO.

## História
O Beretta ARX160 foi lançado em 2008 como um sistema de armas comercial e foi desenvolvida para as Forças Armadas da Itália como parte do programa Soldato Futuro (Soldado do Futuro) em camadas. O programa atual visa substituir o antigo Beretta AR70/90 como fuzil de assalto padrão das Forças Armadas da Itália.
O projeto começou como uma evolução do Beretta AR 70/90 e do Beretta SC 70/90 e foi inicialmente apresentado como uma simples atualização dos materiais de construção e adição de pequenas alterações ao Beretta AR 70/90. Posteriormente foi introduzido um protótipo mais elaborado, que introduzia uma coronha que não era dobrável, mas ajustável em comprimento e a alavanca de manejo na posição frontal superior, característica porém não confortável durante o uso. Os desenvolvimentos subsequentes levaram à versão definitiva do ARX160, que está atualmente em produção e suplantou todas as três versões do seu antecessor, o AR 70/90.
O Exército Italiano encomendou um primeiro lote de 800 armas em 2008 para testes de campo no Afeganistão, que foi seguido por pedidos de 11.500 unidades em 2010 e 10.000 em 2012. Entre 2008 e 2014, havia cerca de 30.000 ARX160 SF com cartucho 5,56×45mm NATO que foi fornecido ao Exército Italiano, Marinha Italiana, Força Aérea Italiana e Forças Especiais Italianas.
Em 2012, a Beretta introduziu a configuração 7,62×39mm do ARX160 e, no mesmo ano, a Beretta também introduziu o ARX160 A2, que está atualmente em uso no Exército e nas Forças Especiais Italianas.
Em 2013, a Beretta apresentou o ARX160 A3, que apresenta melhorias em seu projeto original. As melhorias incluem um guarda-mão redesenhado com ventilação térmica aprimorada e um trilho Picatinny estendido na parte inferior e um projeto de punho de pistola aprimorado.
Em 2014, o Ministério da Defesa italiano destinou US$ 2,7 milhões à Beretta para o desenvolvimento do fuzil de batalha ARX200. Além disso, as Forças Armadas italianas anunciaram uma possível exigência de 1.170 fuzis com cartucho 7,62×51mm NATO.
No final de 2015, o fuzil de batalha Beretta ARX200 foi lançado e está sendo fornecido ao Exército Italiano. É um derivado distante do fuzil de assalto modular ARX160. Passou nos seguintes testes militares e ambientais; temperatura fria e quente, temperatura e umidade, gelo, névoa salina, chuva forte, água salgada, areia e poeira, lama, não lubrificada, à prova de alimentação dupla e à prova de obstrução do cano.

### Interesse estrangeiro

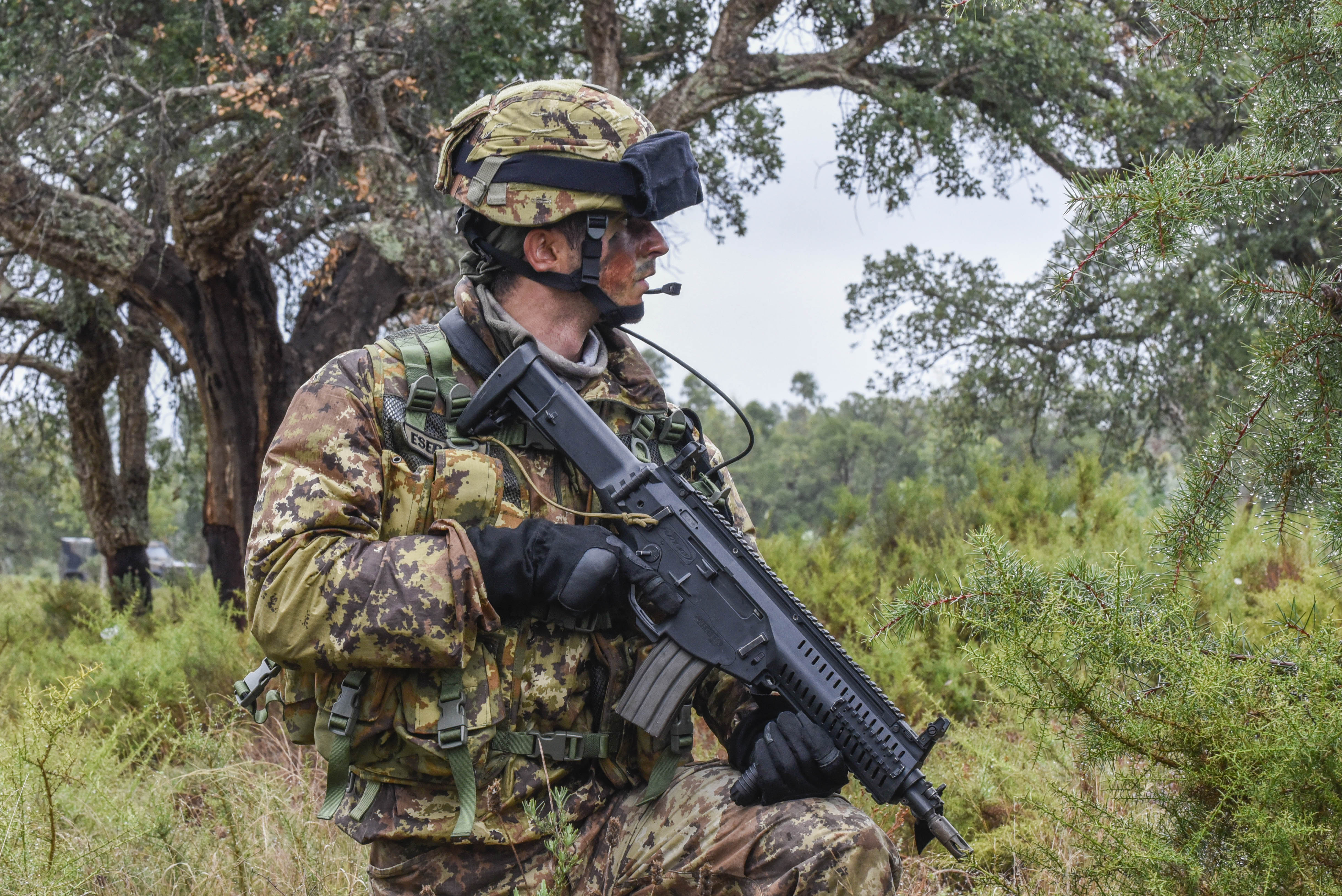
Soldado de reconhecimento italiano do regimento Lagunari com o ARX160 SF

O Beretta ARX160 foi um dos cinco candidatos à Fase II na competição de Carabina Individual do Exército dos Estados Unidos para substituir a carabina M4. A competição foi cancelada antes que uma arma vencedora fosse escolhida.
Em fevereiro de 2013, o Exército Argentino recebeu um fuzil ARX160 e um lança-granadas GLX160 para avaliação de suas forças especiais. Em dezembro de 2016, a fabricante estatal de armas argentina Fabricaciones Militares assinou um acordo com a Beretta para produzir o ARX200 sob licença. Nenhuma notícia do acordo surgiu desde então. Não se sabe se o acordo foi cancelado, embora seja provável.
O Exército Indiano testou o ARX160 como substituto do fuzil INSAS. A licitação foi retirada em junho de 2015.
O ARX160 A3 foi um dos 5 finalistas do concurso do Exército Francês para substituir o FAMAS, finalmente vencido pelo HK416 de fabricação alemã.
Em janeiro de 2019, as Forças Armadas Romenas escolheram o ARX160 A3 para substituir os antigos PM Md. 1963 (7,62x39mm) e PM Md. 1986 (5,45x39mm) das Forças Terrestres Romenas. A produção estava prevista para começar no outono de 2019 em Uzina Plopeni da ROMARM.

## Variantes

### ARX160

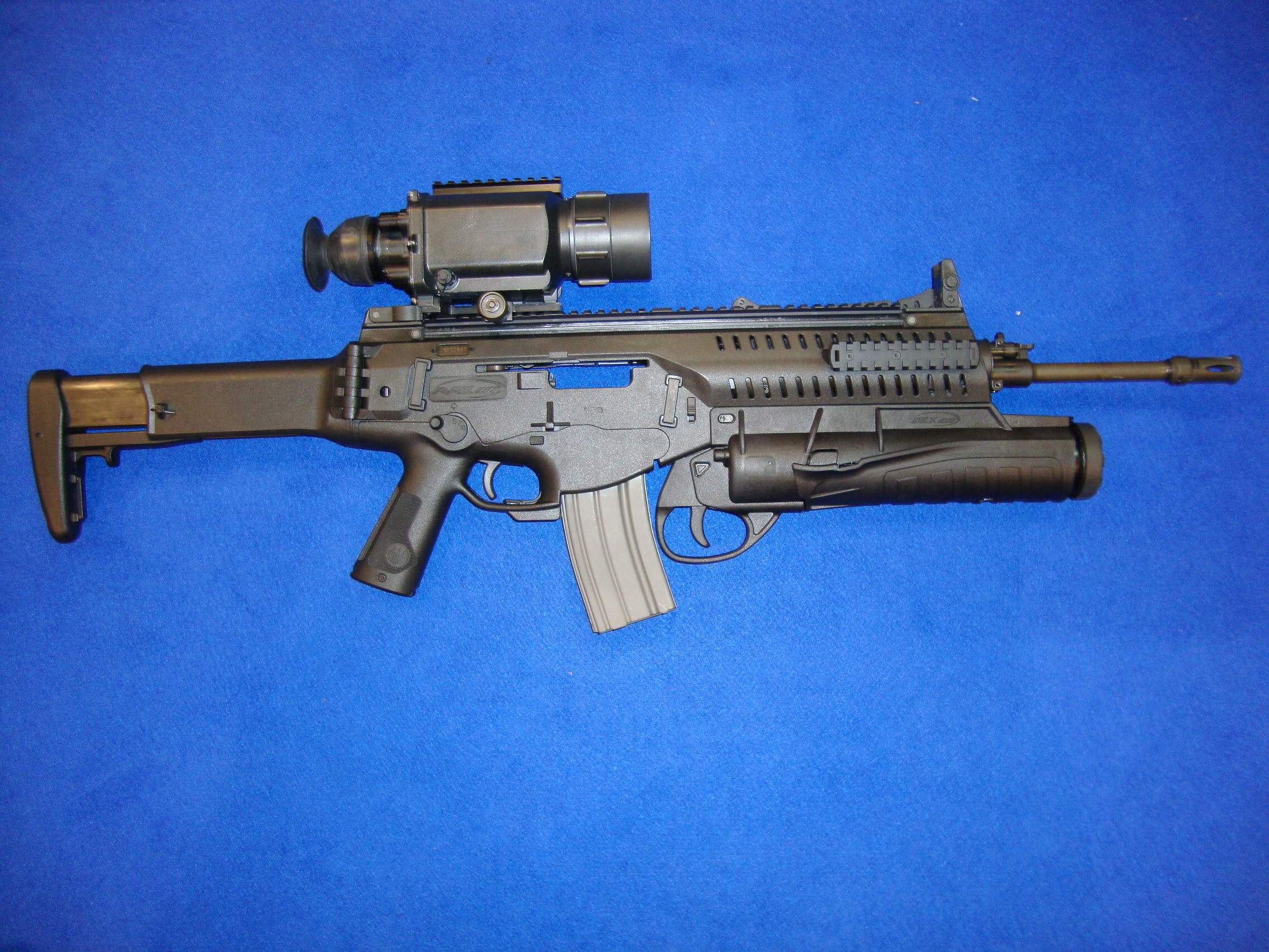
ARX160 equipado com mira térmica Qioptiq VIPIR e lança-granadas GLX160, e o conjunto do ferrolho em posição totalmente traseira

O Beretta ARX160 pode ser alimentado no cartucho 5,56×45mm NATO ou 7,62×39mm. Possui um trilho Picatinny na parte superior do receptáculo e na posição 3, 6, 9 horas do guarda-mão para montagem de várias miras, empunhaduras e outros acessórios. Vale ressaltar que o trilho Picatinny que fica na posição 6 horas é limitado, a Beretta oferece um acessório de trilho Picatinny estendido para atenuar isso. Possui um recurso de cano de troca rápida, comprimento de cano de 12 e 16 polegadas, miras de ferro dobráveis, seletor ambidestro de fogo/segurança, retém do carregador, retém do ferrolho e alavanca de manejo, ejetor de estojo que pode ejetar o latão vazio para o lado direito ou esquerdo pressionando o seletor de ejeção do estojo com uma ponta de um cartucho 5,56×45mm NATO e uma coronha telescópica dobrável que também é ajustável para comprimento de tração. Também está disponível um kit de conversão para 7,62×39mm, que requer troca do cano, ferrolho, conjunto inferior do receptáculo e carregador para troca do calibre. Utiliza os carregadores do AKM para a configuração 7,62×39mm e os carregadores STANAG para a configuração 5,56×45mm NATO. Ele usa um retém de baioneta próprio que se estende sobre o cano do bloco de gás e é compatível com a baioneta Extrema Ratio Fulcrum E.I.


#### ARX160 SF

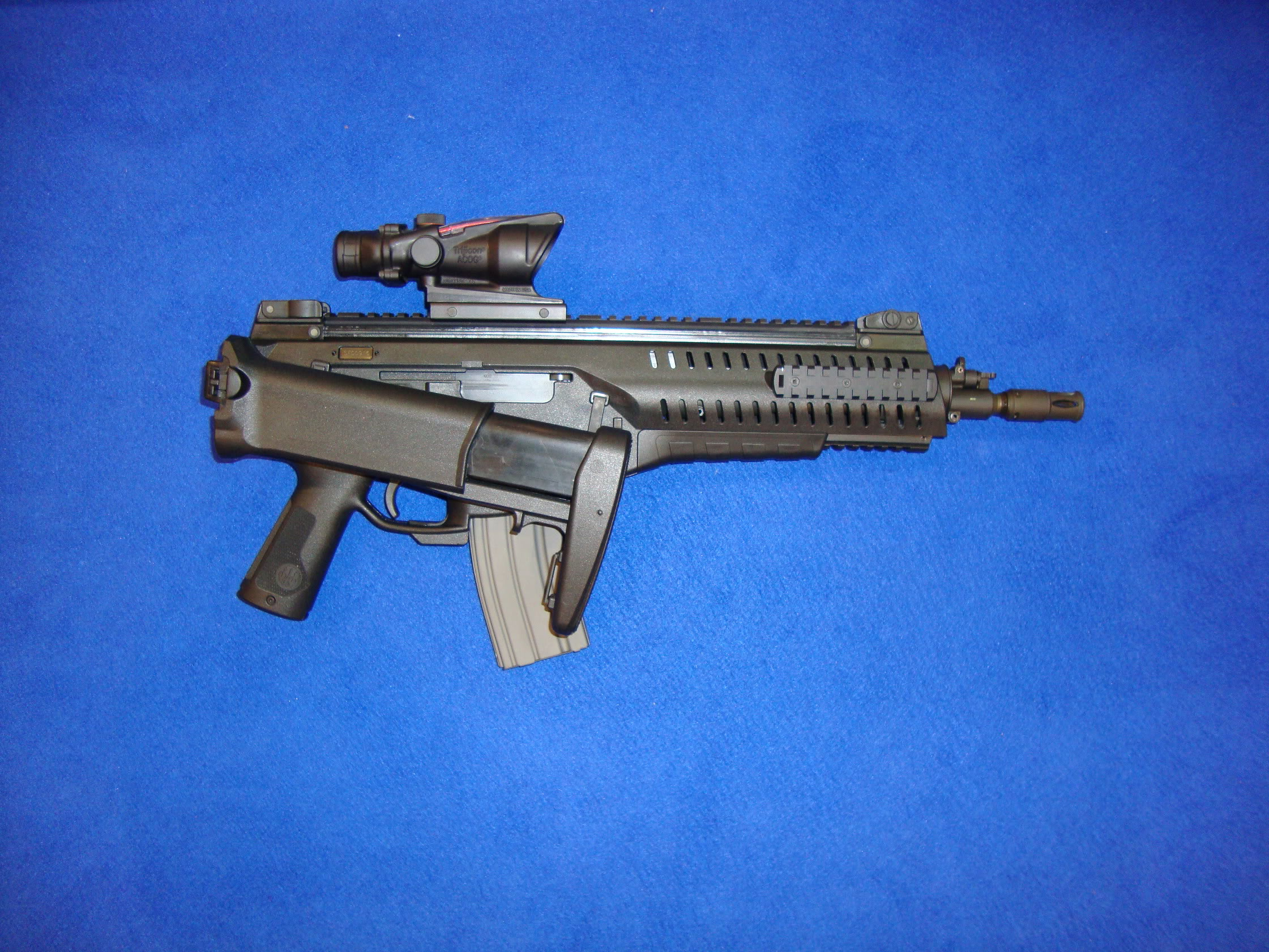
ARX160 A2 com uma mira ACOG equipada, a coronha dobrada e o conjunto do ferrolho na posição totalmente para frente

O Beretta ARX160 SF (Special Forces), também conhecido como ARX160 A2, é semelhante ao projeto original, mas apresenta uma coronha mais curta, um trilho Picatinny estendido na parte inferior do guarda-mão e usa um cano de 12 polegadas. Foi desenvolvido para as forças especiais italianas e posteriormente adotado por elas.

#### ARX160 A3

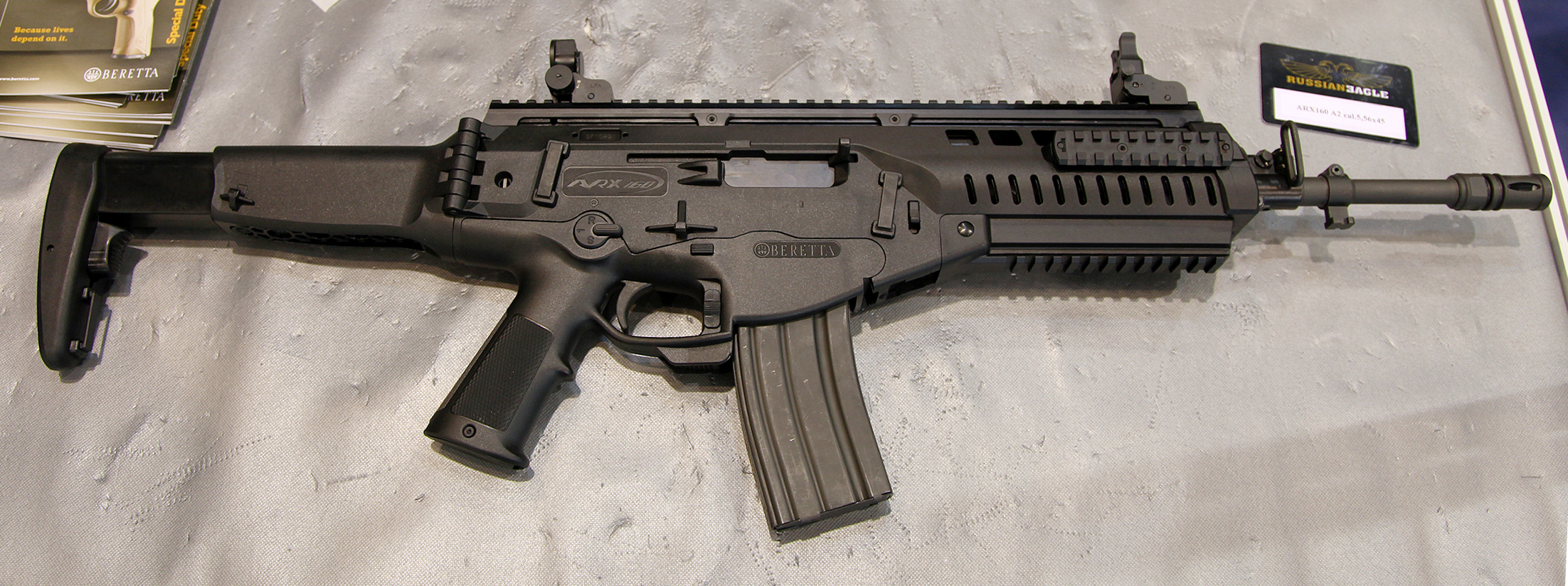
ARX160 A3. Observe o acessório de trilho Picatinny estendido equipado no guarda-mão redesenhado que melhorou a ventilação térmica

O Beretta ARX160 A3 melhora o projeto original da ARX160. Possui três comprimentos de cano diferentes: 11, 14 e 16 polegadas. As mudanças incluem um punho de pistola redesenhado e um guarda-mão onde as fendas de ventilação da linha superior foram substituídas por recortes quadrados maiores, embora a ventilação da linha inferior ainda retenha as fendas mais finas. Esses recortes maiores reduzem o peso do fuzil, ao mesmo tempo que permitem que mais ar circule pelo cano. O retém de baioneta no ARX160 A3 é reposicionado sob o cano e dispensa o projeto próprio da retém de baioneta destinado à montagem da baioneta Extrema Ratio Fulcrum E.I. para um retém de baioneta redesenhado que é compatível com a baioneta M9. No ARX160 A3 emitido ao exército italiano a baioneta Extrema Ratio Fulcrum E.I. foi substituída pela baioneta FKMD Oplita. O retém de baioneta recém-projetado no ARX160 A3 também é compatível com as baionetas Extrema Ratio Fulcrum Ranger existentes, que sempre foram as baionetas padrão dos pára-quedistas alpinos. Assim, nega a necessidade de mudar para as baionetas Extrema Ratio Fulcrum E.I.. Ultimamente, a Beretta simplesmente se refere ao ARX160 A3 como ARX160.

### ARX100
A Beretta ARX100 é uma variante semiautomática destinada apenas ao mercado civil. Possui um trilho Picatinny na parte superior do receptáculo para montagem de várias miras ópticas, em ambos os lados do guarda-mão para montagem de vários acessórios e na parte inferior do guarda-mão para montagem de várias empunhaduras, um cano de troca rápida, um comprimento de cano de 16 polegadas, miras de ferro dobráveis, seletor ambidestro de fogo/segurança, retém do carregador, retém do ferrolho e alavanca de manejo, um ejetor de estojo que pode ejetar o latão vazio para o lado direito ou esquerdo pressionando o seletor de ejeção do estojo com um ponta de um cartucho 5,56×45mm NATO (.223 Remington) e uma coronha telescópica dobrável que também é ajustável para comprimento de tração. O ARX100 não possui retém de baioneta e ainda usa o antigo projeto do guarda-mão do ARX160. No entanto, ele usa o punho de pistola aprimorado do ARX160 A3.

#### ARX160 22 LR
A Beretta ARX160 22 LR é uma variante apenas semiautomática, com câmara para o cartucho .22 Long Rifle. Possui um cano de 18,1 polegadas para a configuração de carabina e um cano de 8,5 polegadas para a configuração de pistola e usa um carregador de 5, 10, 15 ou 20 tiros.

### ARX200
No final de 2015, a Beretta lançou o ARX200 com câmara parar o cartucho 7,62×51mm NATO. Opera através de um sistema de pistão a gás de curso curto com ferrolho rotativo, capaz de fogo automático e semiautomático. Tem uma cadência de tiro cíclica de cerca de 700 tiros por minuto.
O ARX200 foi planejado para preencher a lacuna no armamento da infantaria italiana entre o fuzil de assalto de 5,56×45mm NATO e os fuzis de precisão de grande calibre, com base na experiência de combate no Afeganistão. As Forças Armadas italianas encomendaram quatrocentos ARX200 para testes e avaliação. Também se espera que o primeiro lote de ARX200 seja entregue até o final de 2015. Eles também estão testando como introduzir um fuzil de batalha em pequenas unidades de infantaria. Possivelmente, 2 a 3 fuzis de atirador designado e fuzis de batalha estão planejados para uso em nível de esquadrão.
O Exército Italiano está planejando introduzir duas configurações do ARX200; um fuzil de batalha e um fuzil de atirador designado. A configuração do fuzil de batalha deve ser equipada com uma interface para o lança-granadas Beretta GLX160 com câmara para 40×46mm NATO, uma coronha telescópica dobrável com apoio de bochecha ajustável, placa traseira com amortecedor e quatro acessórios de bandoleira fixos. Por outro lado, a configuração de fuzil de atirador designado deve ser equipada com uma coronha fixa e uma mira inteligente de combate (ICS) computadorizada, desenvolvida pela Steiner Optics (subsidiária da Beretta Defense Technologies), que integra um telêmetro a laser, um inclinômetro e uma calculadora balística em uma mira óptica compacta 6×40.

## Operadores

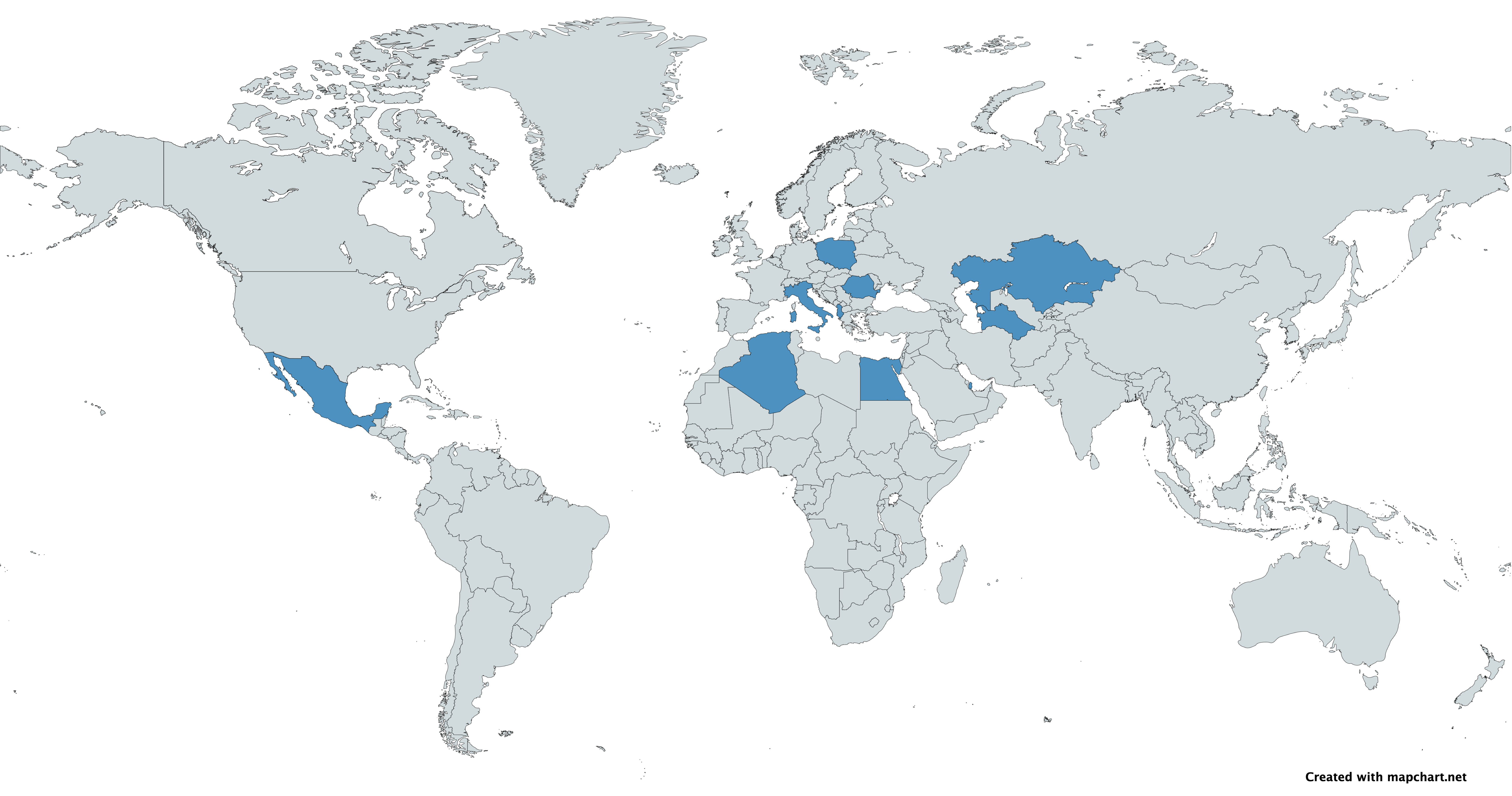
Mapa com operadores do Beretta ARX160 em azul

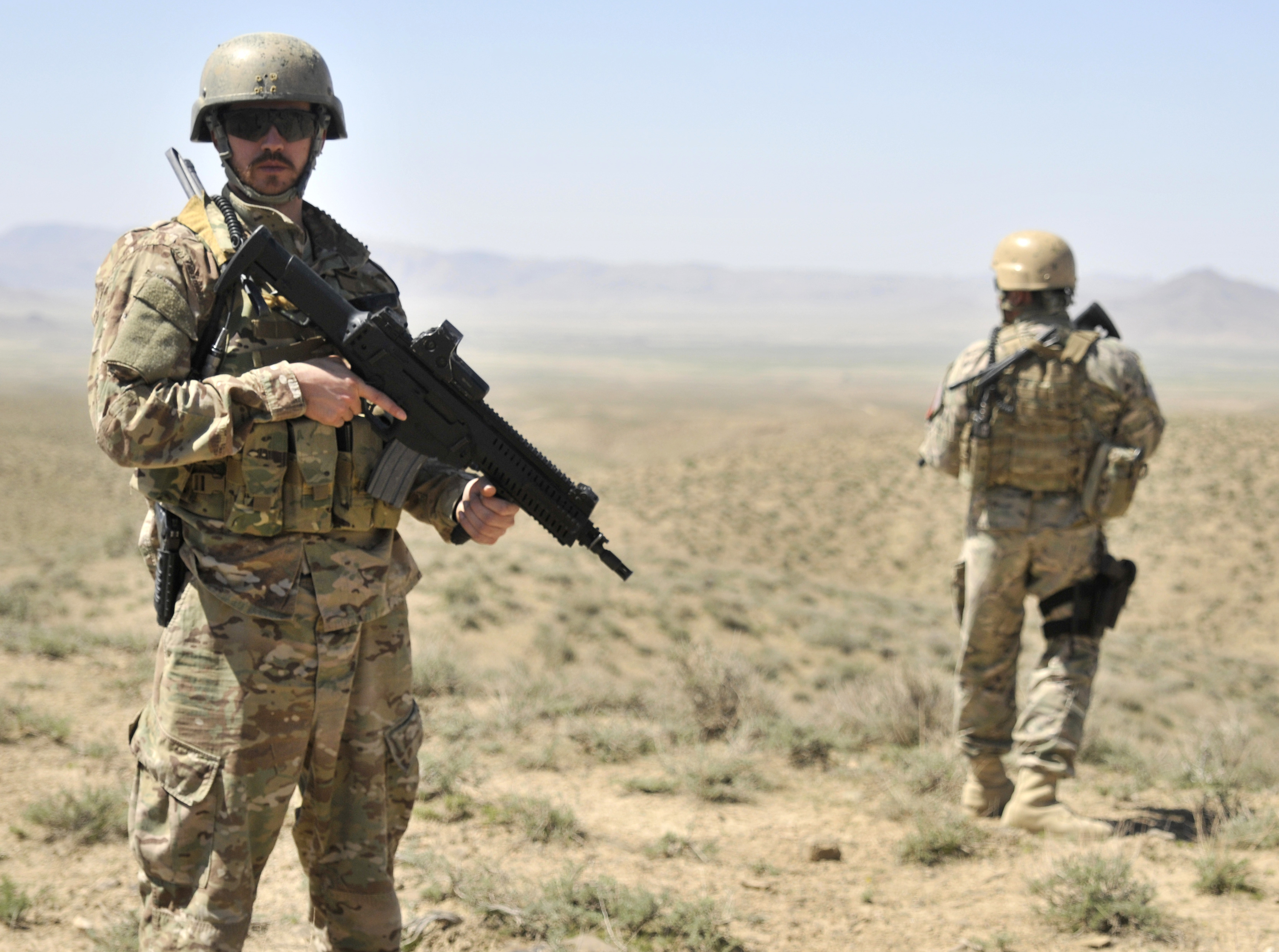
Forças especiais albanesas no Afeganistão em 2013 com o ARX160 SF

- Albânia: Utilizado pela polícia militar, Batalhão de Operações Especiais e forças policiais especiais (RENEA).[22]
- Argélia: ARX160 em serviço nos calibres 5,56×45mm e 7,62×39mm usado pelas forças especiais argelinas e pela guarda presidencial, a partir de 2014.[23]
- Egito: Usado pelas Forças Sa'ka e brigadas de forças especiais da Marinha.[24][25]
- Itália: Usado pela Arma dei Carabinieri (gendarmaria), Exército Italiano, Marinha Italiana, Força Aérea Italiana.[26]
- Cazaquistão: Usado pelas Forças Especiais do Cazaquistão em 7,62×39mm com o lança-granadas GLX160.[27][28][29]
- Curdistão iraquiano: ARX160 em 5,56×45mm NATO e 7,62×39mm visto em uso pelo Peshmerga curdo em 2017.[30]
- México: Utilizado pela Polícia Federal e pela Polícia Metropolitana de Guadalajara.[22] Quase 5.687 em novembro de 2014.[24]
- Polônia: Encomendado pelo Serviço Prisional Polonês.[31]
- Catar: Na exposição DIMDEX 2018, a Barzan Holding fez um acordo com a Beretta para criar uma joint venture para produzir localmente o ARX160 e o ARX200 para as Forças Armadas do Catar;[32] 30.000 ARX200 para o Catar.[33]
- Romênia: As Forças Armadas Romenas escolheram o ARX160 A3 para substituir os antigos PM Md.1963 e PM Md.1986 das Forças Terrestres Romenas.[34][35]
- Turcomenistão: Um total de 1.680 ARX160 junto com 150 GLX160 usados pelos militares;[36][37] posteriormente, outras peças do ARX160 A3s.